# São Miguel do Oeste
São Miguel do Oeste là một đô thị thuộc bang Santa Catarina, Brasil. Đô thị này có diện tích 234,396 km², dân số năm 2007 là 33806 người, mật độ 144,2 người/km².